# Билли, Вилли и Дилли
Билли, Вилли и Дилли (англ. Huey, Dewey, and Louie — Хьюи, Дьюи и Луи) — трое братьев-утят, являющихся героями мультфильмов и комиксов компании Уолта Диснея. Созданы художниками студии Диснея Тедом Осборном и Алом Талиаферро. Впервые появились в газетной колонке комиксов 17 октября 1937 года. Первое появление в качестве мультипликационных персонажей произошло в мультфильме «Племянники Дональда» (англ. Donald's Nephews), выпущенном 15 апреля 1938 г.

## Основные черты
Билли, Вилли и Дилли — сыновья Деллы Дак (англ. Della Duck), также известной под прозвищем Дамбелла (англ. Dumbella), — сестры Дональда Дака. Изначально, по мультипликационным миниатюрам, дети должны были погостить у Дональда Дака всего один день. В сериале «Утиные истории» 2017 года выяснилось, что их мама Делла дала им свои имена — Джет, Турбо и Бунтарь; но Дональд решил назвать утят по-своему. Так появились Билли (Хьюи), Вилли (Дьюи) и Дилли (Луи).
Согласно комиксам, Билли, Вилли и Дилли должны были пожить у дедушки Скруджа некоторое время, пока их отец не вернётся из больницы, куда он попал благодаря шутке утят, подложивших ему петарду под стул. Скрудж и ребята живут в вымышленном городе Даксбург, находящемся в США в вымышленном штате Калисота (англ. Calisota).
В силу того, что утята являются близнецами, они носят кофточки и бейсболки соответствующих цветов, чтобы их различали. Это, наравне с чертами характера, подчёркивает индивидуальность каждого утёнка. Билли носит красную одежду, Вилли — синюю, а Дилли — зелёную. В перезапуске же их одежда отличается: Билли носит поло и кепку (в то время как его братья головных уборов не имеют), Вилли — футболку поверх лонгслива, а Дилли — худи.
Для купания Билли, Вилли и Дилли всегда надевают плавки таких же цветов, что и их повседневная одежда. Билли надевает красные плавки, Вилли надевает синие плавки, а Дилли надевает зелёные плавки.
В оригинальном сериале характеры утят схожи, но не одинаковы: Билли самый инициативный и часто выполняет роль лидера, Вилли самый сообразительный и умный, а Дилли самый добрый и креативный.
В перезапуске же у каждого из братьев характер свой: Билли организованный, серьёзный и старается руководствоваться исключительно логикой и наукой, Вилли активный и любознательный авантюрист, а Дилли ленивый и жадный, но обаятельный и способен кому угодно заморочить голову. Также в одном из эпизодов Вилли, увидев на фотографии четвёртое яйцо, предполагает, что есть ещё и четвёртый брат, Хилли (в оригинале Phooey), но Скрудж говорит, что это пятно от горчицы. Позднее утёнок в жёлтом Хилли появляется в серии о мире снов как галлюцинация, созданная Линой.

### Цвета одежды у племянников
| Цвет          | Красный    | Синий     | Зелёный   |
| ------------- | ---------- | --------- | --------- |
| Цвета Pantone | 1797PC     | 2728PC    | 7489PC    |
| Цвета CMYK    | 0-90-70-10 | 78-52-0-0 | 0-10-95-0 |
| Цвета RGB     | 255 0 0    | 51 51 255 | 0 153 0   |
| Цвета HTML    | #FF0000    | #3333FF   | #009900   |

## Влияние на культуру
Южнокорейский художник Ли Хёнгу (Hyungkoo Lee, 이형구) создал проект «Animatus» — макеты скелетов мультипликационных персонажей, среди которых есть скелет утят. Скелеты созданы с учётом законов мультипликации и особенностей различных персонажей. Так, анимационные племянники Дональда имеют цельнокостные клювы, в отличие от настоящих уток, у которых клюв состоит из кератина. Интересно, что, по словам художника, он различает близнецов по их скелетам.

## Не появились в эпизодах
```
10 Похитители Роботов
19 Герой по найму
38 Утки-аквалангисты
48 Агент-утка два нуля
54 Первая авария Зигзага
55 При удаче гривенника хватит
67 Селезень, который много знал
80 Моя мама ясновидящая
```

## Комментарии
1. ↑  См. второй сезон (12 серия) или Эпизод 35 Утиные истории (2017)